# 12 mars 1857
Le 12 mars 1857 est le 71e jour de l’année 1857 du calendrier grégorien. Il s’agit d’un jeudi.

## Événements
- Un train déraille sur un pont surplombant le Canal Desjardins. L'incident fait 59 mort et constitue l'un des accidents ferroviaires les plus meurtriers de l'histoire du Canada[1].
- Le gouvernement espagnol interdit les sociétés de secours mutuel dans les filatures de coton. Cette mesure intervient dans le cadre d'une politique de répression contre les mouvements ouvriers catalonais[2]

## Art et culture
- Création de Simon Boccanegra de Verdi au théâtre de La Fenice à Venise

## Naissances
- Andreas Voss, botaniste allemand
- William V. Ranous, acteur américain
- Arnold Hills (en), homme d'affaires américain

## Décès
- Samuel Zimmerman (en), entrepreneur canadien spécialisé dans les chemins de fer. Il est l'une des 59 victimes du déraillement du Canal Desjardins[3]